# Malawi nos Jogos Olímpicos de Verão de 2000
Malawi participou dos Jogos Olímpicos de Verão de 2000 em Sydney, Austrália.